# Chassalia eurybotrya
Chassalia eurybotrya är en måreväxtart som beskrevs av Cornelis Eliza Bertus Bremekamp. Chassalia eurybotrya ingår i släktet Chassalia och familjen måreväxter. Inga underarter finns listade i Catalogue of Life.